# 俄羅斯維爾 (印第安納州)
俄羅斯維爾（英語：Russiaville）是一個位於美國印第安納州霍華德縣的城鎮。

## 人口
根據2010年美國人口普查的數據，俄羅斯維爾的面積為2.09平方千米，當中陸地面積為2.09平方千米，而水域面積為0.00平方千米。當地共有人口1094人，而人口密度為每平方千米523人。